# Campionato asiatico femminile di pallacanestro 1990
Il 13º Campionato Asiatico Femminile di Pallacanestro FIBA (noto anche come FIBA Asia Championship for Women 1990) si è svolto a Singapore dal 12 al 17 marzo 1990. Questa edizione fu la prima ad essere suddivisa in due livelli.
I Campionati asiatici femminili di pallacanestro sono una manifestazione biennale tra le squadre nazionali organizzato dalla FIBA Asia.

## Squadre partecipanti
- Corea del Sud
- Cina
- Giappone
- Taiwan
- Malaysia
- Corea del Nord
- India
- Hong Kong
- Indonesia
- Sri Lanka
- Singapore

## Risultati

### Livello I
| Squadra       | Partite giocate | Vinte | Perse | Punti fatti | Punti subiti | Differenza | Punti |
| ------------- | --------------- | ----- | ----- | ----------- | ------------ | ---------- | ----- |
| Cina          | 4               | 4     | 0     | 399         | 230          | +169       | 8     |
| Corea del Sud | 4               | 3     | 1     | 370         | 233          | +137       | 7     |
| Giappone      | 4               | 2     | 2     | 321         | 316          | +5         | 6     |
| Taiwan        | 4               | 1     | 3     | 322         | 317          | +5         | 5     |
| Malaysia      | 4               | 0     | 4     | 158         | 474          | −316       | 4     |

### Livello II
| Squadra        | Partite giocate | Vinte | Perse | Punti fatti | Punti subiti | Differenza | Punti |
| -------------- | --------------- | ----- | ----- | ----------- | ------------ | ---------- | ----- |
| Corea del Nord | 5               | 5     | 0     | 590         | 183          | +407       | 10    |
| India          | 5               | 4     | 1     | 262         | 296          | -34        | 9     |
| Hong Kong      | 5               | 3     | 2     | 276         | 323          | -47        | 8     |
| Indonesia      | 5               | 2     | 3     | 281         | 318          | −37        | 7     |
| Sri Lanka      | 5               | 1     | 4     | 206         | 331          | −125       | 6     |
| Singapore      | 5               | 0     | 5     | 231         | 395          | −164       | 5     |

## Classifica finale
| Posizione | Squadra        | Vinte/Perse |
| --------- | -------------- | ----------- |
| Oro       | Cina           | 4-0         |
| Argento   | Corea del Sud  | 3-1         |
| Bronzo    | Giappone       | 2-2         |
| 4         | Taiwan         | 1-3         |
| 5         | Malaysia       | 0-4         |
| 6         | Corea del Nord | 5-0         |
| 7         | India          | 4-1         |
| 8         | Hong Kong      | 3-2         |
| 9         | Indonesia      | 2-3         |
| 10        | Sri Lanka      | 1-4         |
| 11        | Singapore      | 0-5         |

## Campione d'Asia
| Campione d'Asia | Campione d'Asia | Campione d'Asia | Campione d'Asia |
| --------------- | --------------- | --------------- | --------------- |
| Cina            |                 |                 |                 |